# Prunus hainanensis
Prunus hainanensis là loài thực vật có hoa trong họ Hoa hồng. Loài này được (G.A. Fu & Y.S.Lin) H. Yu, N.H. Xia & H.G.Ye mô tả khoa học đầu tiên năm 2007.